# Фірсов Анатолій Васильович
Анатолій Васильович Фірсов (нар. 1 лютого 1941, Москва, СРСР — пом. 24 липня 2000, село Фірсанівка, Хімкінський район, Московська область, Росія) — радянський хокеїст, лівий нападник. Триразовий олімпійський чемпіон. Заслужений майстер спорту.

## Спортивна кар'єра
Вихованець московського хокейного клубу «Спартак». На початку сезона 1961/62 перейшов до ЦСКА. У перші роки виступів за «армійців» його партнерами були Леонід Волков і Валентин Сенюшкін. У 1965 році Анатолій Тарасов вирішив об'єднати в одну ланку вже досвідченого Фірсова і молодих гравців Володимира Вікулова та Віктора Полупанова. Це тріо вважається найсильнішим у радянському хокеї другої половини 60-х років. А вже на початку 70-х з Фірсовим і Вікуловим грав Валерій Харламов. У сезоні 1971/72 здобули приз «Три бомбардири», як найрезультативніша ланка чемпіонату — 78 закинутих шайб.
За шістнадцять сезонів у вищій лізі провів 474 матчі, забив 344 голи. У кубку СРСР — 12 закинутих шайб, у кубку європейських чемпіонів — 14.
Все на хокейному майданчику робив легко і невимушено, і сучасників вражала його неперевершена техніка. Однак фахівців ще більше вражала незвичайна швидкість його ігрового мислення: перебуваючи навіть в самих безнадійних ситуаціях, він знаходив найкраще рішення.
На одному з турнірів швед Ульф Стернер продемострував фінт «ключка — ковзани — ключка». Тарасов запропонував Фірсову його повторити і саме завдяки радянському форварду цей складний технічний прийом став легендарним. 
У складі національної команди дебютував 21 грудня 1962 року. Товариська гра у Празі проти збірної Чехословаччини завершилася поразкою з рахунком 3:4. Анатолій Фірсов відзначився двома закинутими шайбами.
Переможець хокейних турнірів на Олімпіадах в Інсбруку, Греноблі і Саппоро. По три золотих нагороди на Олімпійських іграх в радянській збірній, окрім Фірсова, здобували лише захисники Олександр Рагулін, Віталій Давидов, Віктор Кузькін і воротар Владислав Третьяк.
У збірній, окрім партнерів по клубу, грав з Віктором Якушевим, Євгеном Мишаковим і Олександром Мальцевим. На Олімпійських іграх і чемпіонатах світу провів 67 матчів, набрав 117 очок (66+51). Всього в складі збірної СРСР провів 166 ігор, 134 голи.

## Командні досягнення
- Олімпійські ігри

 Чемпіон (3):  1964, 1968, 1972
- Чемпіонат світу

 Чемпіон (8): 1964, 1965, 1966, 1967, 1968, 1969, 1970, 1971
- Чемпіонат Європи

 Чемпіон (7): 1964, 1965, 1966, 1967, 1968, 1969, 1970
 Віце-чемпіон (1): 1971
- Чемпіонат СРСР

 Чемпіон (9): 1963, 1964, 1965, 1966, 1968, 1970, 1971, 1972, 1973
 Віце-чемпіон (2): 1967, 1969
 Третій призер (1): 1962
- Кубок СРСР

 Переможець (5): 1966, 1967, 1968, 1969, 1973
- Кубок європейських чемпіонів

 Переможець (6): 1969, 1970, 1971, 1972, 1973, 1974

## Особисті досягнення
- Найкращий нападник чемпіонату світу (3): 1967, 1968, 1971
- Символічна збірна чемпіонату світу (5): 1967, 1968, 1969, 1970, 1971
- Кращий бомбардир чемпіонату світу (4): 1967 (22 очки), 1968 (16), 1969 (14), 1971 (19)
- Кращий снайпер чемпіонату світу (4): 1967 (11 голів), 1968 (12), 1969 (10), 1971 (11)
- Найкращий хокеїст СРСР (3): 1968, 1969, 1971
- Кращий бомбардир чемпіонату СРСР (1): 1966 (40 голів)
- У списку 34 кращих хокеїстів СРСР (8): 1963, 1965, 1966, 1967, 1968, 1969, 1970, 1971
- Входить до списку «100 бомбардирів чемпіонату СРСР» — 344 закинуті шайби[4].
- Член «Клубу Всеволода Боброва» — 515 голів (8 місце)[5].